# 仙台市交通局2000系电力动车组
仙台市交通局2000系电力动车组（日语：／）是用于日本仙台市地下铁东西线的通勤型地铁列车，也是仙台市首款采用直线电机驱动的地铁列车。

## 概要
该款列车为16米级单侧3门地铁列车，于2015年12月6日随东西线的开通而同步投入使用。由于东西线的隧道横截面积比南北线小了2/3左右，是拥有小曲线半径和陡坡区间的迷你型地铁，因此列车采用铁轮式直线电机进行驱动。列车的驾驶方式为ATO单人自动驾驶，停车时可对车门和站台屏蔽门进行联动开关控制。

## 制造
该款列车共计15列，车身采用了双层耐蚀铝合金，使用近畿车辆独有的激光MIG混合焊接方式进行型材接合。
首列列车于2013年9月开始制造，在2014年9月18日制造完毕，同年9月27日从大阪港运至仙台港，并于9月29日运入荒井车辆基地，10月20日开始进行性能调试；最后一列列车则于2015年7月14日运入车辆基地。

## 列车编组
该款列车目前为4节全动车编组（Mc1-M1-M2-Mc2），根据设备配置分为2100型（21××，指向荒井方向的车头）、2200型（22××）、2400型（24××）和2500型（25××，指向八木山动物公园方向的车头）四种车厢；其中2100型（Mc1）和2500型（Mc2）配有ATO（仅2100型）、ATC、驾驶台、辅助电源装置、空气压缩机、集电装置等，2200型（Mc1）和2400型（Mc2）配有蓄电池、牵引逆变器等。此外，考虑到远期扩编的可能性，预留了2300型（23××）的编号。

## 外观设计
在为了展示东西线的设计理念而制定的“东西线设计指南”中，最早提出了的该款列车的设计理念：
- 表现出与杜之都仙台相匹配的东西线的个性；
- 作为身边的交通工具，应当深受当地人喜爱；
- 与自然相协调，将伊达政宗的历史与未来社会相连接。

2012年11月13日，仙台市决定了该款列车的外观设计方案，其特征包括：

### 车头
车头的上部为平面，下部为曲面，两部分的分界线取材自以伊达政宗的头盔为原型的三日月线。

### 侧面
- 上部绘有代表天空、河流与大海的蓝色饰带。

- 中部绘有位于车窗与车门之间的、随机排列的圆点图案。圆点的颜色包括：
  - 表示流经仙台市的广濑川的水的「青」；
  - 表示杜之都主题的「绿」；
  - 表示街道的热闹和人的温暖的「黄」与「橙」（列车单侧的该类圆点数量和东西线的车站数量相同，即13个）。

## 车内布局

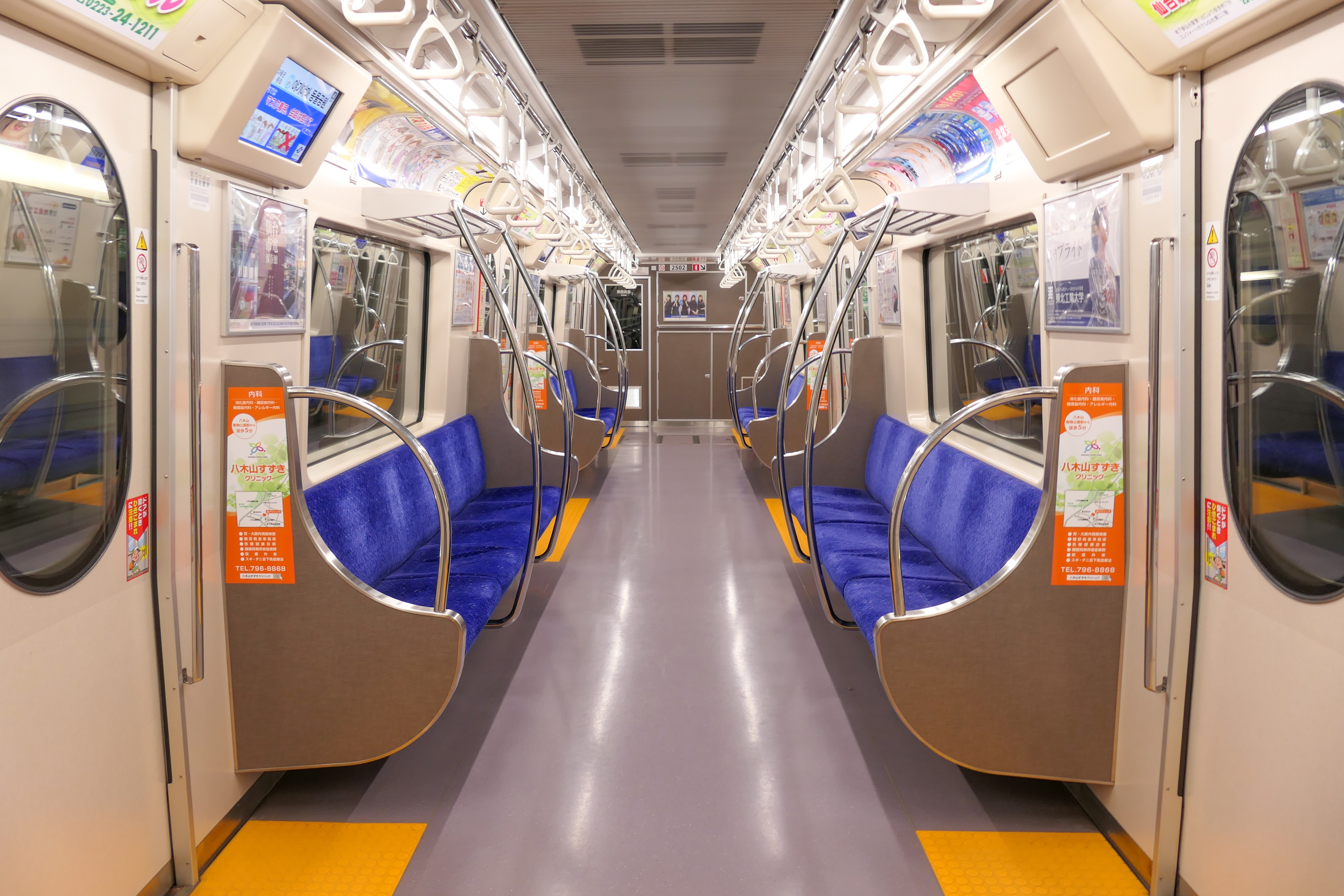
首尾车的普通座位
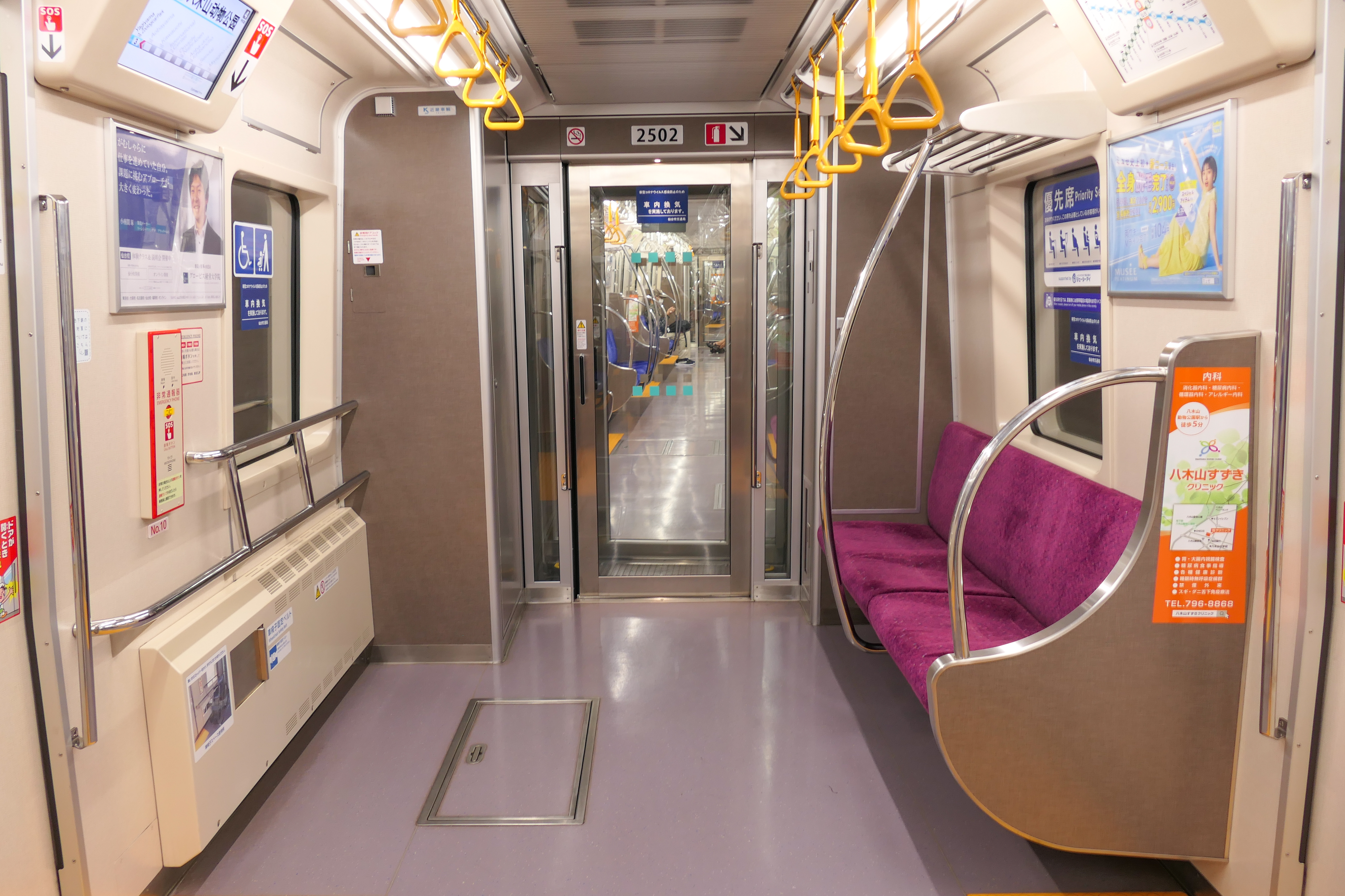
轮椅、婴儿车空间与优先座位
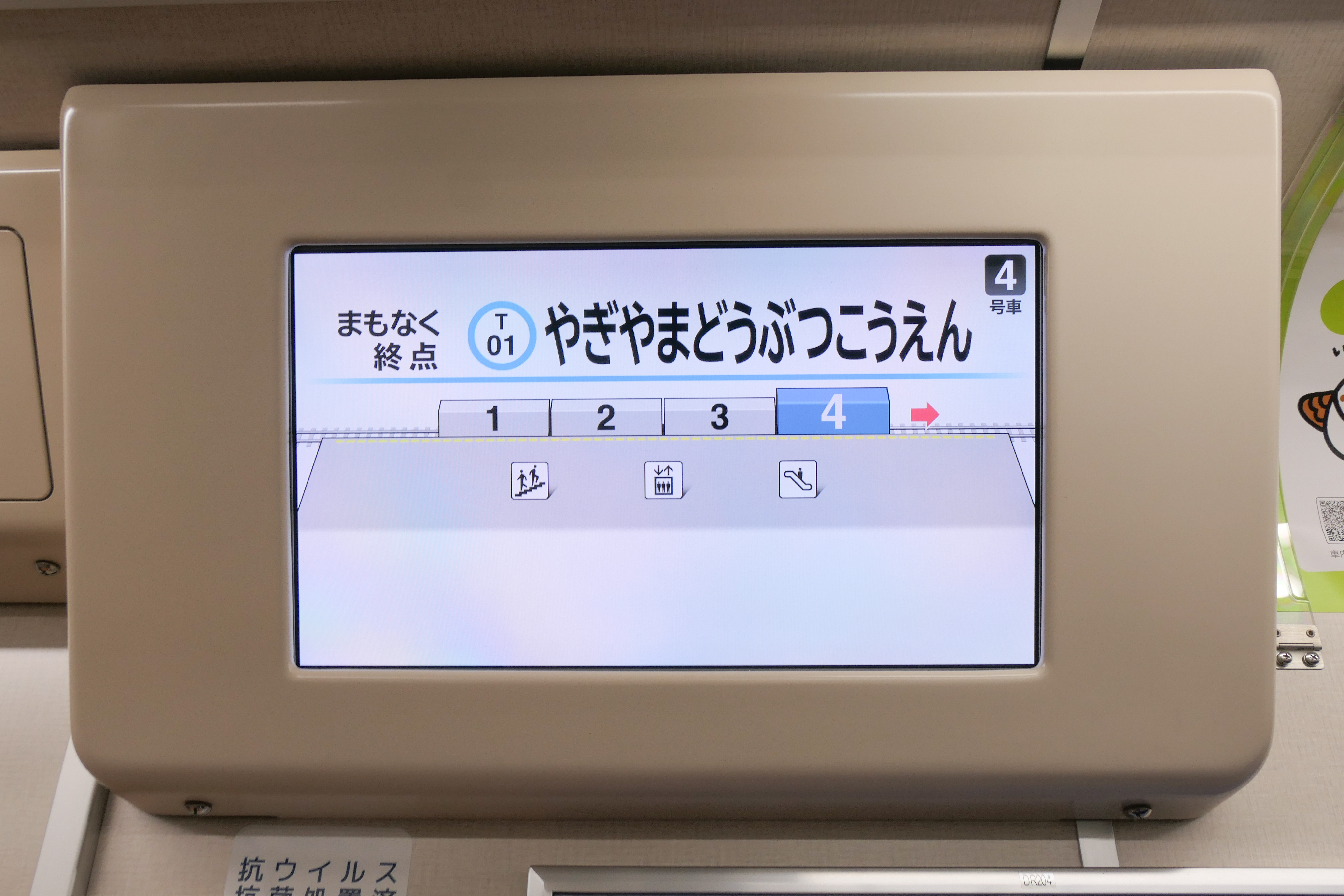
车门附近的液晶显示器

考虑到该款列车的车内空间变小（外形比南北线的1000系要缩小30%左右，客室则缩小20%左右），因此车内不设置悬挂广告空间，行李架的布局也被压缩，并通过固定式窗户使客室内壁变薄。
车门附近除了设有开关门指示灯和门铃之外，还设置了基于17英寸宽屏液晶显示器的车内向导显示屏（目前仅使用车门右侧的显示屏，左侧则为预留位置），使用日、英、韩、中4国语言显示目的地和下一站，并通过图示动画显示电梯和自动扶梯等车站设备的位置。
该款列车和南北线的1000系一样都采用了椭圆形的窗户，不过前者的为双层玻璃结构；由于所有窗户都是固定式的，因此该款列车的每节车厢都增设了强制换气装置，包括空调和辅助送风机。
整车采用LED照明，并设有轮椅、婴儿车空间，该区域配有轮椅专用固定带，并设有竖立扶手。车内座位采用单靠支撑方式，包括门间六人座和车端四人座，其中普通座位的座毯为取材自伊达氏军旗颜色的蓝色，优先座位则为紫红色。车内的座位端面和驾驶室隔板为棕色，侧面则为白色，旨在让车内空间看起来更宽敞。

## 其他设备

### 牵引逆变器
列车的牵引逆变器是带有自我保护功能的、使用IGBT元件的三菱电机制2级电压方式PWM牵引逆变器（MAP-144-15V265，3300V · 1200A），在中间车厢上各搭载1台，每台牵引逆变器控制自身所在M车厢及相邻Mc车厢的各2台直线电机（即1C2M2群方式的跨车厢控制），在出现异常时能够以群控制为单位开放，并可在手动运转模式下通过驾驶台上的匀速按钮进行匀速运转控制。

### 牵引电动机
列车的牵引电动机为三菱电机制三相直线电机（MB-7012-A，额定功率135 kW），与轨道侧铝制感应板的间距为12 mm。所有电机均带有排障器，并且首尾车厢的电机前侧还装有大型除雪装置。

### 辅助电源装置
列车的辅助电源装置包括首尾车厢上的辅助逆变器和中间车厢上的辅助变压器。
辅助逆变器为额定容量120 kVA的静止逆变器（三菱电机制，NC-WAT120E），在首尾车厢上各搭载1台，输出电压为AC 200V和DC 100V。
辅助变压器在中间车厢上各搭载1台，输出电压为AC 100V。

### 转向架
列车使用的SC102型转向架为基于直线电机驱动方式的、具有转向架-角联动式操舵机构的空气弹簧转向架，它是为了提高列车的曲线通过性能而在日本的直线电机列车中首次采用的链结式操舵转向架。
在东西线的曲线区间，列车车体和转向架之间产生相对的小型位移，该转向架能够利用杠杆原理，借助链接机构将这种位移传递到轮轴，缩短曲线内侧车轴的轴距，延长曲线外侧车轴的轴距，使轮轴方向（列车前进方向）与曲线轨道切线方向之间的角度缩小，并以此减少横向压力，达到减少车轮磨损和运行噪音、提高乘车舒适性的目的。

### 驾驶台
为了应对单人驾驶模式和东西线车站的岛式站台设计，驾驶台设在列车行进方向的右侧，其右侧配置了单手控制器和ATO出发按钮，左侧则配置了列车无线 · 广播装置的操作器。驾驶台正面设置了2块液晶显示屏，右侧的显示屏可显示ATC的车内信号式速度计和刹车汽缸压，左侧的显示屏则展示车内设备的运转状和故障信息；此外，即使其中一块显示屏发生故障，另一块显示屏也能显示故障显示屏的内容。